# Зоран Николић (кошаркаш)
Зоран Николић (Никшић, 1. април 1996) црногорски је кошаркаш. Игра на позицији центра, а тренутно наступа за Студентски центар.

## Каријера
Кошарком је почео да се бави у родном Никшићу, где је прво био играч локалног Баскета. Затим је кратко био у Ибону, а онда у Анагастуму. Током 2011. године прешао је у шпански Сент Хосеп, са којим је у сезони 2012/13 и дебитовао у сениорској конкуренцији. У октобру 2013. потписао је трогодишњи уговор са Хувентудом. Као играч овог клуба већину времена је провео на позајмици у екипи Прата, док је за први тим Хувентуда наступио само четири пута у АЦБ лиги. У јулу 2016. се вратио у црногорску кошарку и потписао трогодишњи уговор са екипом Будућности. Са подгоричким клубом је освојио Јадранску лигу у сезони 2017/18., након чега је прве наступе у Евролиги забележио током наредне 2018/19. сезоне. Крајем 2018. године прослеђен је на позајмицу у Мега Бемакс, док је у супротном смеру кренуо Гога Битадзе. У априлу 2019, након завршетка сезоне у Јадранској лиги, Николић се вратио у Будућност. У јуну 2020. потписао је нови двогодишњи уговор са екипом Будућности. За шест година у екипи Будућности, Николић је, поред једне Јадранске лиге, освојио и четири титуле првака Црне Горе као и пет трофеја у националном купу. За сезону 2022/23. потписао је за француског прволигаша Ле Портел. Сезону 2023/24. почео је у Игокеи, али је последњег дана 2023. године прешао у новосадску Војводину. Крајем августа 2024. потписао је за Студентски центар.
Наступао је за млађе репрезентативне селекције Црне Горе. За сениорску репрезентацију је дебитовао у квалификацијама за Светско првенство 2019. у Кини. Играо је за национални тим на Европском првенству 2022. године.

## Успеси

### Клупски
- Будућност:
  - Јадранска лига (1): 2017/18.
  - Првенство Црне Горе (4): 2016/17, 2018/19, 2020/21, 2021/22.
  - Куп Црне Горе (5): 2017, 2018, 2020, 2021, 2022.

### Појединачни
- Најкориснији играч финалног турнира Купа Црне Горе (1): 2018.[12]